# Compra de terras na Palestina por judeus

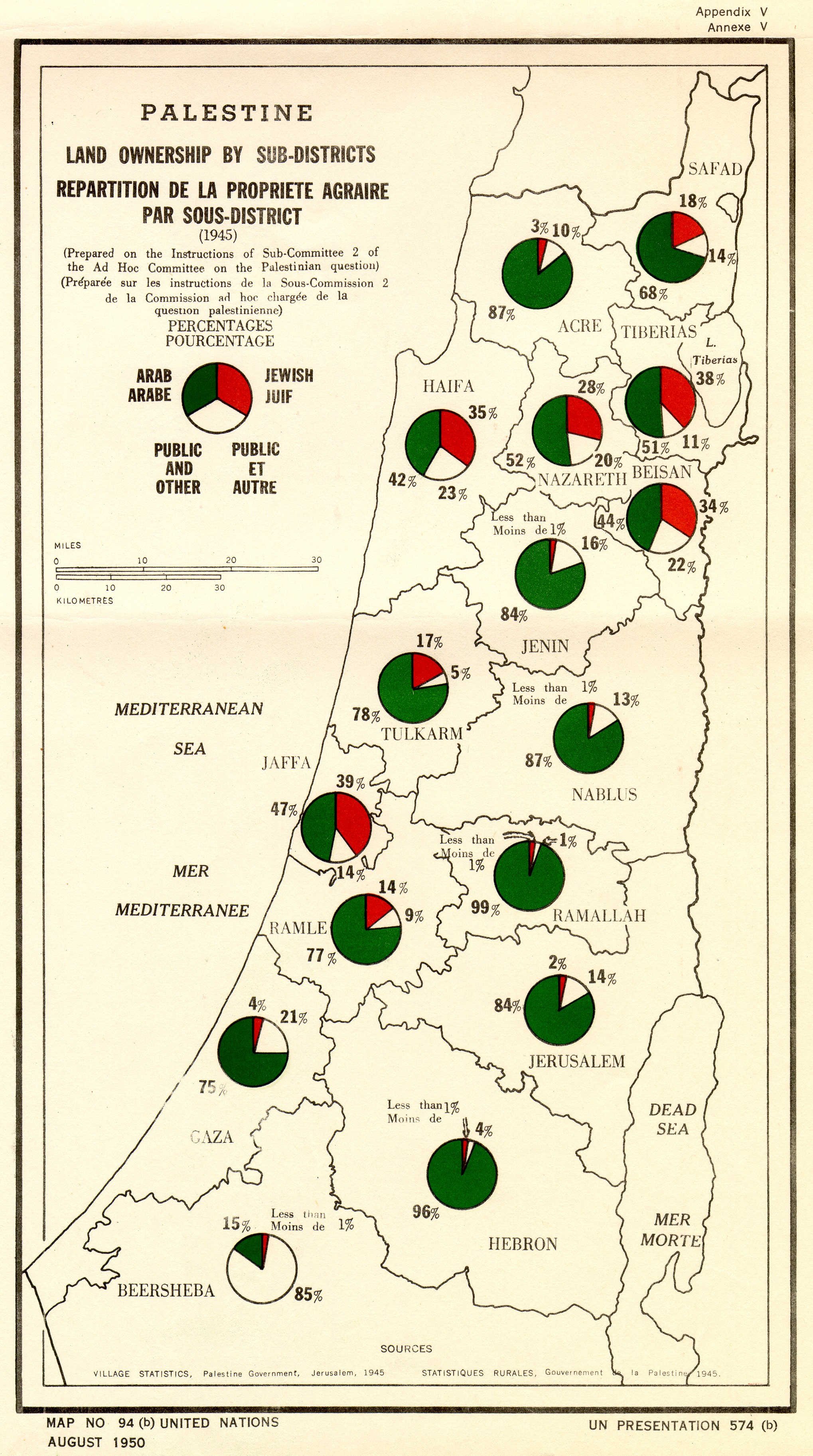
Propriedade de terras na Palestina (1945) por subdistrito. Mapa publicado em 1945 pelo Comitê Ad Hoc da ONU sobre a Questão Palestina

Na década de 1880, judeus, predominantemente asquenazes, começaram a comprar terras em toda a Palestina Otomana, a fim de expandir a propriedade territorial coletiva do Yishuv. Grandes organizações judaicas e compradores privados judeus lideraram esse esforço por meio de diversas transações intermitentes que continuaram após o Mandato Britânico da Palestina ser estabelecido em 1918. O maior desses acordos ficou conhecido como Compras de Sursock e resultou na aquisição do Vale de Jizreel e da Baía de Haifa na década de 1930. A compra de terras foi frequentemente acompanhada da expulsão de inquilinos árabes. Em 1 de abril de 1945, dados da administração britânica mostraram que os judeus detinham a propriedade legal de aproximadamente 5,67% da área total de terras do Mandato, enquanto o domínio estatal (grande parte do qual era mantido em arrendamento hereditário ou tinha propriedade indeterminada) era de 46%. No final de 1947, a propriedade judaica aumentou para 6,6%. Esse ciclo de aquisição de terras terminou quando a Declaração de Independência de Israel resultou na fundação do estado judeu em 14 de maio de 1948.

## Contexto

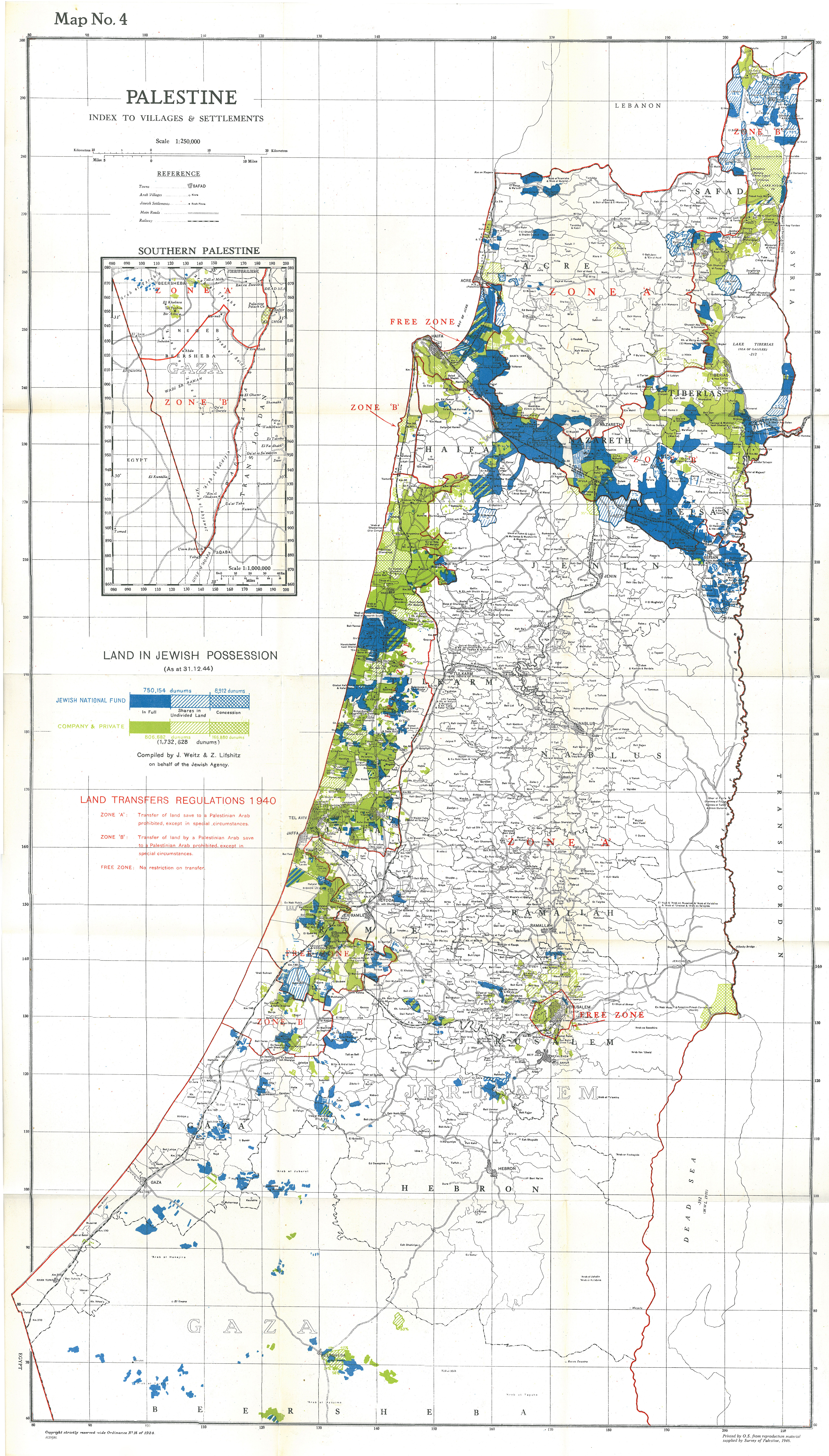
Mapa mostrando terras de propriedade judaica em 31 de dezembro de 1944, incluindo terras de propriedade integral, terras compartilhadas em propriedades indivisas e terras estatais sob concessão. Elas constituíam 6% da área total de terra, da qual mais de metade era detida pelo JNF e pela PJCA

No final do século XIX, a criação do movimento sionista provocou a imigração de muitos judeus para a Palestina. A maioria das terras compradas entre o final da década de 1880 e a década de 1930 eram localizadas na área da planície costeira, incluindo "Acre ao norte e Rehovot ao sul, os vales de Esdraelon (Jizreel) e Jordão e, em menor extensão, a Galileia". Estas eram principalmente as costas e os vales menos habitados, com altas taxas de malária. A migração afetou a Palestina de diversas maneiras, inclusive econômica, social e politicamente.
Para os judeus, o Talmude menciona o dever religioso de colonizar a Terra de Israel. Também permite o levantamento de certas restrições religiosas à observância do shabat para promover a sua aquisição e fixação.

## História e políticas de compra

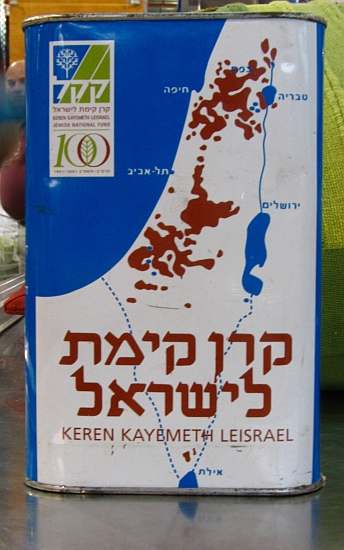
As caixas de coleta da KKL para financiar a compra de terras na Palestina eram distribuídas entre judeus a partir de 1904

Na primeira metade do século XIX, nenhum estrangeiro tinha permissão para comprar terras na Palestina. Esta permaneceu sendo a política oficial otomana até 1856 e na prática até 1867. Com relação às aspirações nacionais do movimento sionista, o Império Otomano se opôs à ideia de autogoverno judaico na Palestina, temendo perder o controle da região após já ter perdido outros territórios para várias potências europeias. Os otomanos também tinham reservas com relação aos judeus, pois muitos deles vinham da Rússia, que tinha interesse na queda do Império. Em 1881, a administração governamental otomana (a Sublime Porta) decretou que judeus estrangeiros poderiam imigrar e se estabelecer em qualquer lugar dentro do Império Otomano, exceto na Palestina. De 1882 até sua derrota em 1918, os otomanos restringiram continuamente a imigração judaica e as compras de terras na Palestina. Em 1892, foi proibida a venda de terras na Palestina a judeus, até mesmo cidadãos otomanos. Ainda assim, durante o final do século XIX e o início do século XX, os judeus conseguiram adquirir muitas por meio de organizações como a Associação de Colonização Judaica da Palestina (PJCA), a Companhia de Desenvolvimento de Terras da Palestina e o Fundo Nacional Judaico.

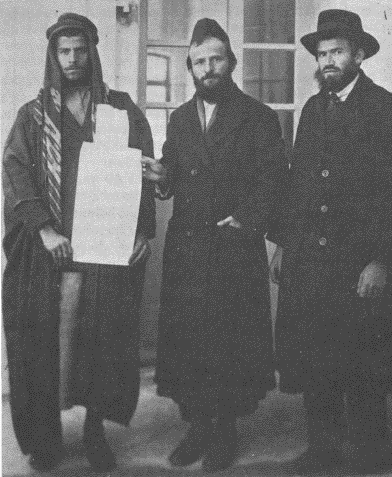
Rabinos judeus recebendo o título de propriedade das terras que compraram do proprietário árabe no Mandato da Palestina, década de 1920

O Código de Terras Otomano de 1858 "provocou a apropriação, por parte das famílias influentes e ricas de Beirute, Damasco e, em menor medida, de Jerusalém e Jafa e de outras capitais de subdistritos, de vastas extensões de terra na Síria e na Palestina e o seu registro em nome dessas famílias nos registros de terras". Em 1858, de acordo com o antropólogo palestino-americano Nasser Abufarha, a Autoridade Otomana introduziu a lei do tabu para fixar os direitos de propriedade da terra. Os proprietários de terras foram então orientados a inscrever sua propriedade no registro de terras. Mas a lei sofreu resistência dos agricultores (fellahin), que viam o registro de suas terras como uma ameaça à sua comunidade por duas razões principais: 1) os campos cultivados eram classificados como "terra dos Emarit" (ardh ameriyeh), passíveis de tributação. Os proprietários de terras férteis registradas eram forçados a pagar impostos sobre elas; 2) os dados do registro de terras eram usados pelo Exército Otomano para fins de recrutamento. Os proprietários de terras registradas eram frequentemente recrutados para lutar com o Exército Otomano na Rússia.
Em 1918, após a conquista britânica da Palestina, a administração militar fechou o Registro de Terras e proibiu toda venda de terras. Em 1920, o registro foi reaberto, mas para evitar especulações e garantir a subsistência dos fellahin, foi emitido um decreto que proibiu a venda de mais de 300 dunams de terra ou a venda de terras avaliadas em mais de 3000 libras palestinas sem a aprovação do Alto Comissário.
Da década de 1880 até a década de 1930, a maioria das compras de terras por judeus foram feitas na planície costeira, no Vale de Jizreel, no Vale do Jordão e, em menor grau, na Galileia. Isto deveu-se à preferência por terras baratas e sem inquilinos. Essas áreas eram escassamente povoadas, por duas razões principais. A primeira era a insegurança. Quando o poder otomano nas áreas rurais começou a diminuir no século XVII, muitas pessoas se mudaram para áreas mais centralizadas onde tinham maior proteção contra os saques das tribos de beduínos. A segunda razão era o tipo de solo, coberto por uma camada de areia que tornava impossível o cultivo do milho, principal alimento da Palestina. Consequentemente, esta área permaneceu sem cultivo e subpovoada, permitindo aos judeus comprar terras sem a precisar despejar inquilinos árabes ou deslocá-los em massa.
Na década de 1930, a maior parte das terras foi comprada diretamente de seus proprietários. Das terras que os judeus compraram, 52,6% foram compradas de não palestinos, 24,6% de palestinos, 13,4% do governo, de igrejas e de empresas estrangeiras, e apenas 9,4% de agricultores (fellaheen).
Em 31 de dezembro de 1944, de 1 732,63 dunums das terras da Palestina pertencentes a grandes organizações judaicas e proprietários privados, cerca de 44% estavam sob posse do Fundo Nacional Judaico. A tabela abaixo mostra a propriedade de terras da Palestina por organizações judaicas (em quilômetros quadrados) em 31 de dezembro de 1945.
| Propriedade de terras da Palestina por grandes organizações judaicas (em quilômetros quadrados) em 31 de dezembro de 1945 | Propriedade de terras da Palestina por grandes organizações judaicas (em quilômetros quadrados) em 31 de dezembro de 1945 | Propriedade de terras da Palestina por grandes organizações judaicas (em quilômetros quadrados) em 31 de dezembro de 1945 | Propriedade de terras da Palestina por grandes organizações judaicas (em quilômetros quadrados) em 31 de dezembro de 1945 | Propriedade de terras da Palestina por grandes organizações judaicas (em quilômetros quadrados) em 31 de dezembro de 1945 | Propriedade de terras da Palestina por grandes organizações judaicas (em quilômetros quadrados) em 31 de dezembro de 1945 | Propriedade de terras da Palestina por grandes organizações judaicas (em quilômetros quadrados) em 31 de dezembro de 1945 |
| Corporações | Área | | | | | |
| --- | --- | --- | --- | --- | --- | --- |
| JNF | 660,10 | | | | | |
| PJCA | 193,70 | | | | | |
| Palestine Land Development Co. Ltd.                                                                                       | 9,70 | | | | | |
| Hemnuta Ltd | 16,50 | | | | | |
| Africa Palestine Investment Co. Ltd.                                                                                      | 9,90 | | | | | |
| Bayside Land Corporation Ltd.                                                                                             | 8,50 | | | | | |
| Palestine Kupat Am. Bank Ltda.                                                                                            | 8,40 | | | | | |
| Total | 906,80 | | | | | |
| Os dados são do Survey of Palestine (Vol I, p245).                                                                        | | | | | | |

No final do Mandato Britânico, em 1948, mais da metade das terras pertencentes aos judeus estavam sob propriedade dos dois maiores fundos judaicos, o Fundo Nacional Judaico e a Associação de Colonização Judaica da Palestina.
Os agricultores judeus cultivavam 425.450 dunams de terra, enquanto os agricultores árabes tinham 5.484.700 dunams de terra sob cultivo.

## Comissão Peel

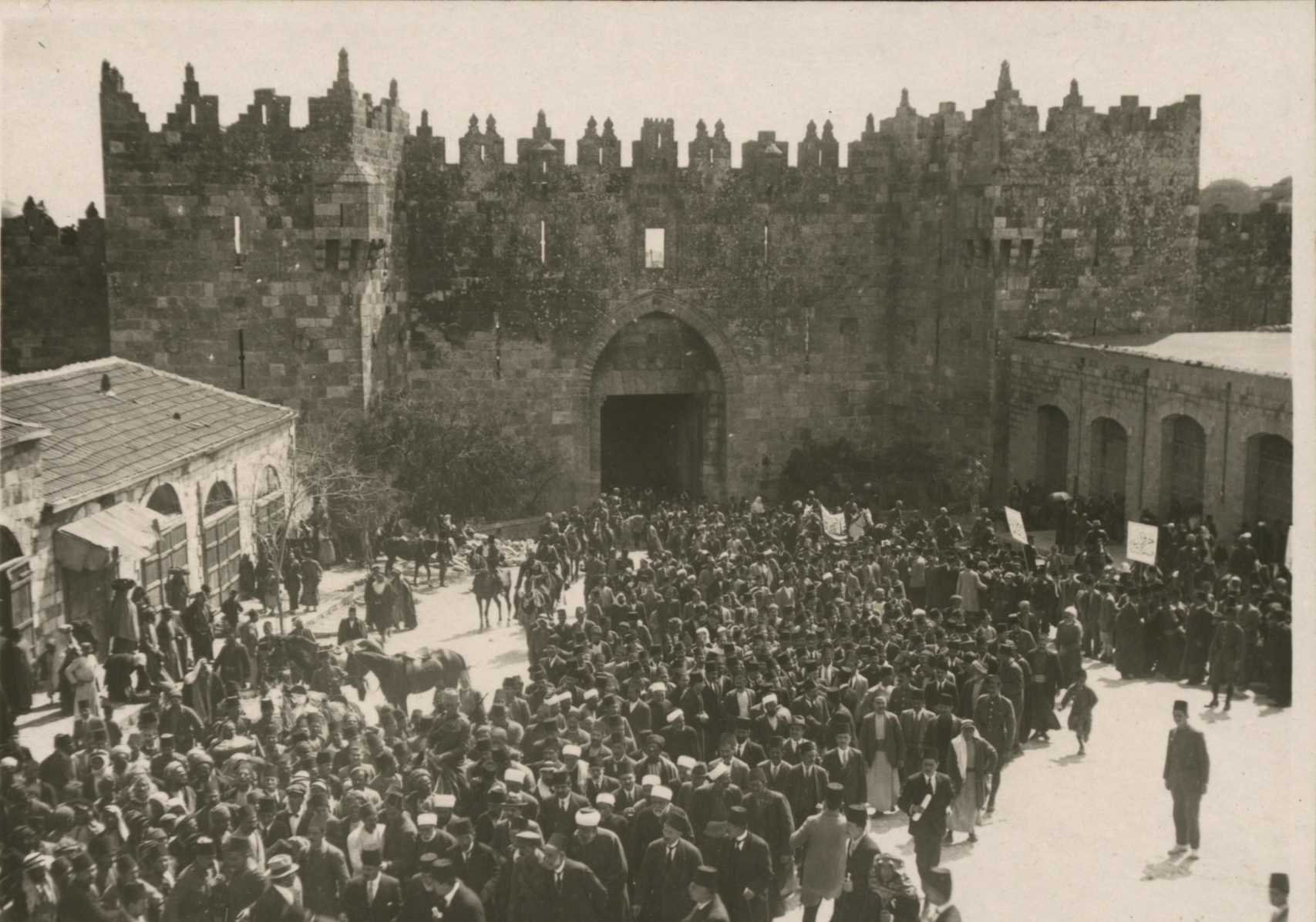
Protestos anti-sionistas árabes no Portão de Damasco, 8 de março de 1920

Em 1936, o governo britânico nomeou a Comissão Peel para investigar as razões da agitação civil na Palestina. As conclusões de Lord Peel sobre a compra de terras foram as seguintes:

Um resumo da legislação de terras promulgada durante a Administração Civil mostra os esforços feitos pelo Mandato para cumprir sua obrigação nesta questão. A Comissão aponta sérias dificuldades relacionadas à legislação proposta pelo Governo Palestino para a proteção de pequenos proprietários. A Ordem Palestina no Conselho e, se necessário, o Mandato devem ser alterados para permitir uma legislação que autorize o Alto Comissário a proibir a transferência de terras em qualquer área declarada para judeus, para que possa salvaguardar o direito e a posição dos árabes. Até que o levantamento e a colonização estejam concluídos, a Comissão acolheria com satisfação a proibição de venda de lotes de terra pequenos e isolados para os judeus. [...]

Até agora, o agricultor árabe se beneficiou, no geral, tanto do trabalho da Administração Britânica quanto da presença de judeus no país, mas um maior cuidado deve ser exercido agora para garantir que, no caso de novas vendas de terras por árabes a judeus, os direitos de quaisquer arrendatários ou agricultores árabes sejam preservados. Assim, a venda de terras só deve ser permitida onde for possível substituir o cultivo extensivo pelo intensivo. Nos distritos de colinas não pode haver expectativa de acomodação para um grande aumento na população rural. Atualmente, e por muitos anos, o Poder Mandatário não deve tentar facilitar o assentamento próximo dos judeus em distritos montanhosos em geral.

A escassez de terra deve-se menos pelas compras por judeus do que pelo aumento da população árabe. A alegação dos árabes de que os judeus obtiveram uma proporção muito elevada de boas terras não pode ser sustentada. Boa parte das terras que agora se tornaram pomares de laranjas eram dunas de areia ou pântanos quando foram compradas. É essencial ao Alto Comissariado promover uma legislação sobre as águas superficiais. Recomenda-se um aumento da equipe e dos equipamentos para pesquisa exploratória com o objetivo de aumentar a irrigação.— Relatório da Comissão Real Palestina, julho de 1937

## Impacto econômico
Os fellahin que venderam parte de suas terras na tentativa de transformar "hortas em pomares de cítricos tornaram-se dependentes dos mercados mundiais e da disponibilidade de transporte marítimo. Uma diminuição na procura do mercado mundial de cítricos ou uma falta de meios de transporte colocavam em grave risco a situação econômica destas pessoas".

## Impacto na população árabe local
Em 1931, o diretor de desenvolvimento Lewis French realizou um registro de árabes sem terra. Dos 3.271 candidatos, apenas 664 foram admitidos e os restantes foram rejeitados. Porath sugere que o número de árabes deslocados pode ter sido consideravelmente maior, uma vez que a definição de "árabe sem terra" de French excluía quem tinha vendido as próprias terras, quem possuía terras em outro lugar, quem já tivesse obtido arrendamento de outras terras (mesmo que não pudessem cultivá-las devido à pobreza ou dívida), e pessoas deslocadas que não eram agricultores, mas tinham ocupações como lavrador ou trabalhador braçal.